# Хермелин, Хонорин
Хонорин Хермелин (швед. Honorine Hermelin, полное имя Honorine Louise Hermelin, в замужестве Grönbech; 1886—1977) — шведская феминистка, педагог и переводчик, основатель группы Фогельстад.

## Биография

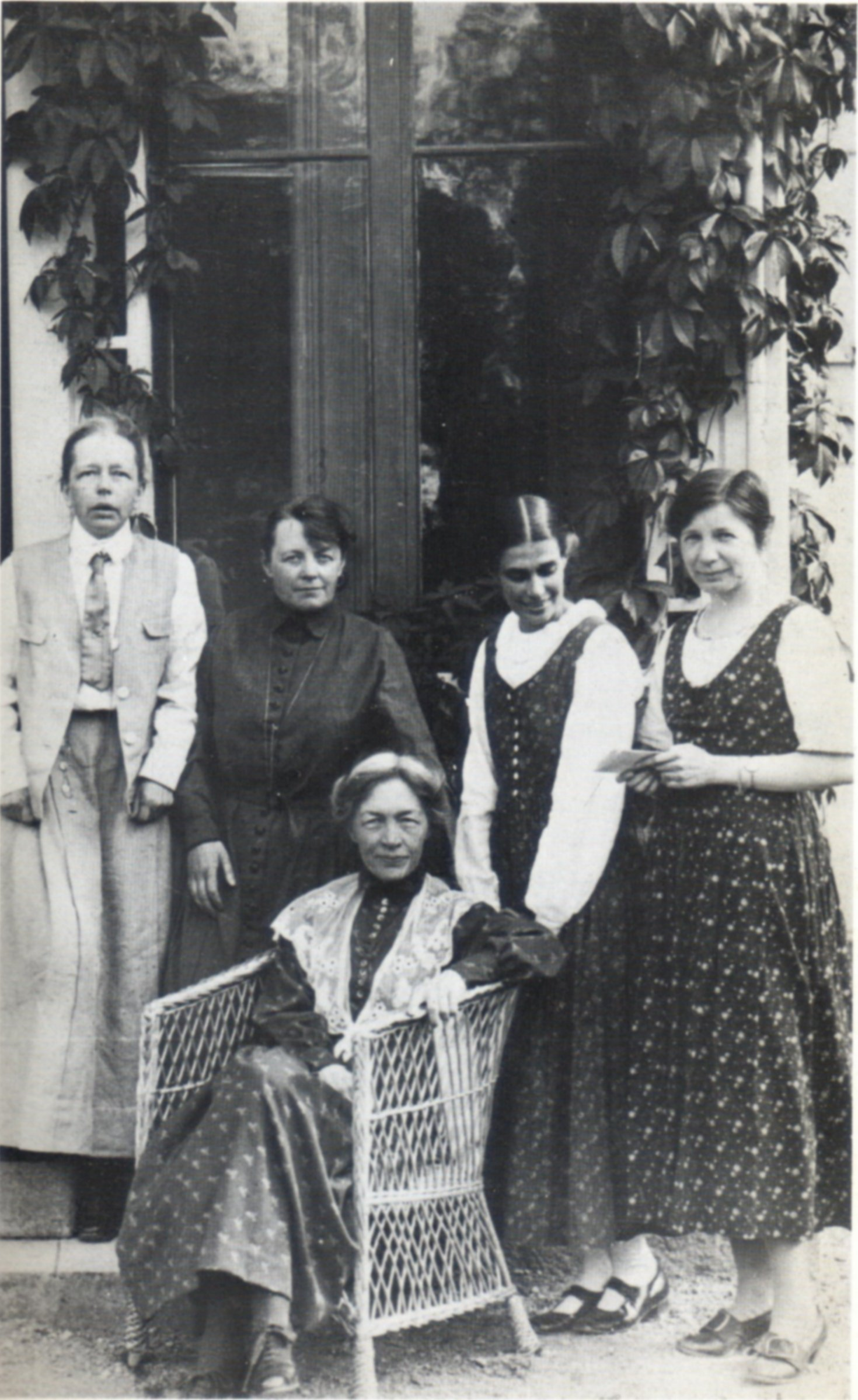
Группа Фогельстад, 1920-е годы.
Слева направо: Элизабет Тамм, Ада Нильссон, Хонорин Хермелин и Элин Вагнер; сидит Керстин Хессельгрен.

Родилась  19 октября 1886 года в приходе Экебюборна в округе Эстергётланд. Была младшей из двух братьев и сестёр в семье помещика барона Йозефа Хермелина и его жены Хонорины фон Кох (Honorine von Koch), умершей через десять дней после рождения Хонорины. Девочка росла в образованной и культурной среде. Её дядей был писатель и переводчик барон Эрик Хермелин, который учил всех детей немецкому языку. Отец женился на Джейн фон Кох (Jane von Koch ) и в новой семье родилось ещё семеро детей. 
Хонорин посещала школу Brummerska skolan в Стокгольме. Её лучшей подругой стала Харриет Лёвенхельм, с которой Хонорина позже училась на семинаре для преподавателей Анны Сандстрём (Anna Sandströms högre lärarinneseminarium). Изучив химию, религию и историю, она работала преподавателем в течение следующих десяти лет. 
Хонорин Хермелин стала наиболее известной как член Группы Фогельстад, основав женскую школу Kvinnliga medborgarskolan vid Fogelstad в Фогельстаде, где она была директором в течение всего периода существования школы (1925—1954 годы), а также работала учителем. Школа в Фогельстаде называлась  Lilla Ulfåsa. У Хонорин были радикальные идеи о педагогике, вдохновленные Иммануилом Кантом и датским священником и педагогом Николаем Грундтвигом. В 1954 году она была награждена медалью Иллис Кворум (8-й класс).
Умерла 4 сентября 1977 года в приходе Броннкюрка в Стокгольме. 
Она была замужем за Вильгельмом Грёнбехом в 1947 году, но он умер после восьми месяцев брака.